# Lissac-et-Mouret
Pour les articles homonymes, voir Lissac et Mouret.
Lissac-et-Mouret est une commune française, située dans l'est du département du Lot en région Occitanie.
Elle est également dans le causse de Gramat, le plus vaste et le plus sauvage des quatre causses du Quercy.
Exposée à un climat océanique altéré, elle est drainée par le Drauzou et par divers autres petits cours d'eau.
Lissac-et-Mouret est une commune rurale qui compte 943 habitants en 2022, après avoir connu une forte hausse de la population depuis 1968. Elle est dans l'agglomération de Figeac et fait partie de l'aire d'attraction de Figeac. Ses habitants sont appelés les Lissacois ou  Lissacoises.

## Géographie

### Localisation
Commune de l'aire urbaine de Figeac située dans le Quercy.

### Communes limitrophes
|        | Fons             | Camburat |
| Cambes | Lissac-et-Mouret | Figeac   |
|        | Camboulit        |          |

### Hameaux et lieux-dits
Elle est constituée d'une multitude de petits lieux-dits tels que Claviès, Mouret, Sansses, Pélégri, Pechmeja, Langlade, le Fraysse, Péret et plusieurs autres encore.

### Hydrographie
La commune est traversée par le ruisseau du Drauzou.

### Climat
Pour des articles plus généraux, voir Climat de l'Occitanie et Climat du Lot.
En 2010, le climat de la commune est de type climat océanique altéré, selon une étude s'appuyant sur une série de données couvrant la période 1971-2000. En 2020, Météo-France publie une typologie des climats de la France métropolitaine dans laquelle la commune est dans une zone de transition entre le climat océanique altéré et le climat de montagne ou de marges de montagne et est dans la région climatique Ouest et nord-ouest du Massif Central, caractérisée par une pluviométrie annuelle de 900 à 1 500 mm, maximale en automne et en hiver.
Pour la période 1971-2000, la température annuelle moyenne est de 12,8 °C, avec une amplitude thermique annuelle de 15,7 °C. Le cumul annuel moyen de précipitations est de 981 mm, avec 10,6 jours de précipitations en janvier et 6,4 jours en juillet. Pour la période 1991-2020, la température moyenne annuelle observée sur la station météorologique la plus proche, située sur la commune de Faycelles à 7 km à vol d'oiseau, est de 13,1 °C et le cumul annuel moyen de précipitations est de 806,2 mm,. Pour l'avenir, les paramètres climatiques de la commune estimés pour 2050 selon différents scénarios d'émission de gaz à effet de serre sont consultables sur un site dédié publié par Météo-France en novembre 2022.

### Milieux naturels et biodiversité
Aucun espace naturel présentant un intérêt patrimonial n'est recensé sur la commune dans l'inventaire national du patrimoine naturel,,.

## Urbanisme

### Typologie
Au 1er janvier 2024, Lissac-et-Mouret est catégorisée commune rurale à habitat dispersé, selon la nouvelle grille communale de densité à sept niveaux définie par l'Insee en 2022.
Elle appartient à l'unité urbaine de Figeac, une agglomération intra-départementale regroupant six  communes, dont elle est une commune de la banlieue,,. Par ailleurs la commune fait partie de l'aire d'attraction de Figeac, dont elle est une commune de la couronne,. Cette aire, qui regroupe 59 communes, est catégorisée dans les aires de moins de 50 000 habitants,.

### Occupation des sols
L'occupation des sols de la commune, telle qu'elle ressort de la base de données européenne d’occupation biophysique des sols Corine Land Cover (CLC), est marquée par l'importance des territoires agricoles (90,8 % en 2018), en augmentation par rapport à 1990 (83,7 %). La répartition détaillée en 2018 est la suivante : 
prairies (78 %), zones agricoles hétérogènes (12,9 %), forêts (7,3 %), zones urbanisées (1,8 %). L'évolution de l’occupation des sols de la commune et de ses infrastructures peut être observée sur les différentes représentations cartographiques du territoire : la carte de Cassini (XVIIIe siècle), la carte d'état-major (1820-1866) et les cartes ou photos aériennes de l'IGN pour la période actuelle (1950 à aujourd'hui).

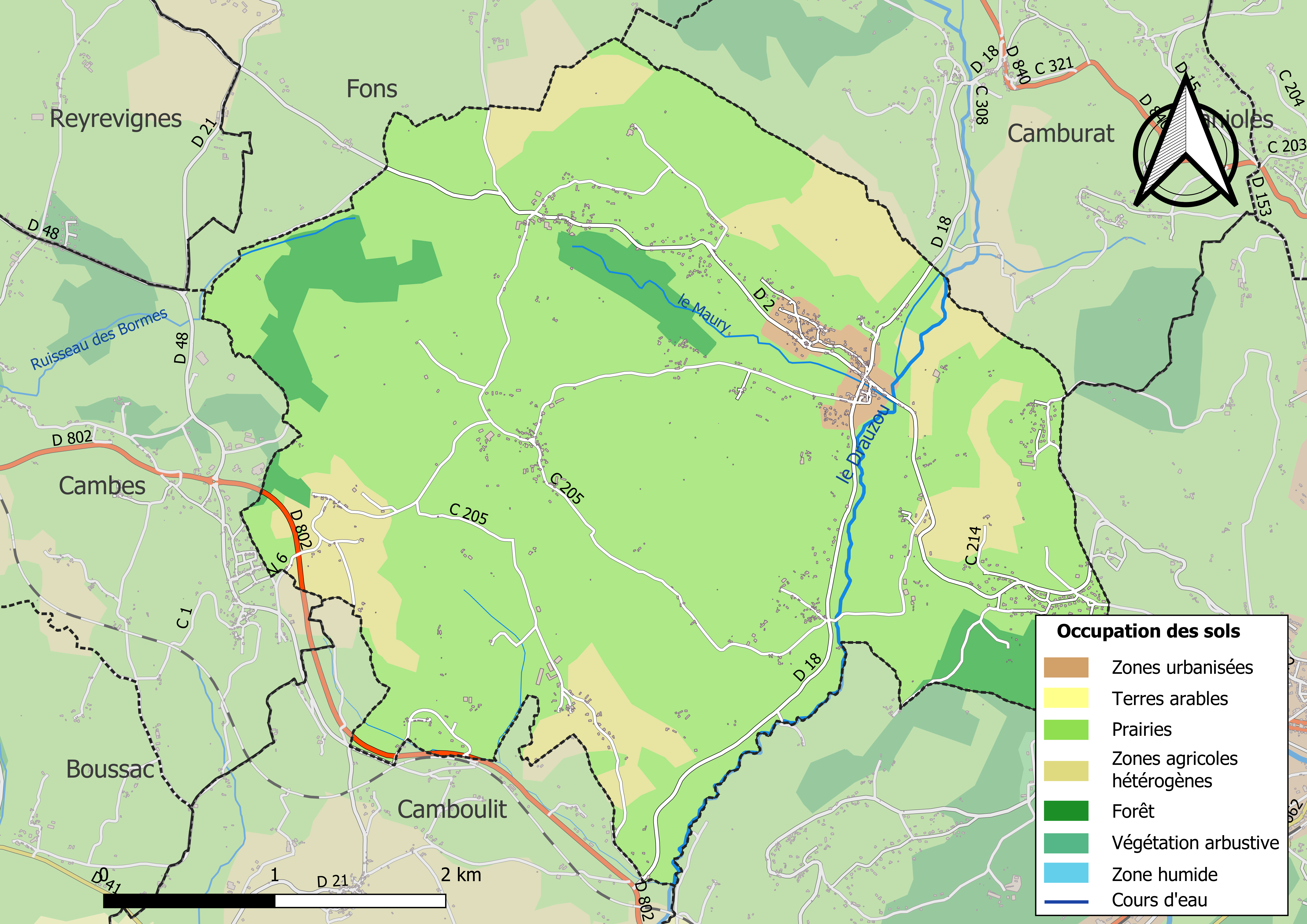
Carte des infrastructures et de l'occupation des sols de la commune en 2018 (CLC).

### Risques majeurs
Le territoire de la commune de Lissac-et-Mouret est vulnérable à différents aléas naturels : météorologiques (tempête, orage, neige, grand froid, canicule ou sécheresse), inondations, feux de forêts, mouvements de terrains et séisme (sismicité très faible). Il est également exposé à un risque technologique,  le transport de matières dangereuses. Un site publié par le BRGM permet d'évaluer simplement et rapidement les risques d'un bien localisé soit par son adresse soit par le numéro de sa parcelle.

#### Risques naturels
Certaines parties du territoire communal sont susceptibles d’être affectées par le risque d’inondation par débordement de cours d'eau, notamment le Drauzou. La cartographie des zones inondables en ex-Midi-Pyrénées réalisée dans le cadre du XIe Contrat de plan État-région, visant à informer les citoyens et les décideurs sur le risque d’inondation, est accessible sur le site de la DREAL Occitanie. La commune a été reconnue en état de catastrophe naturelle au titre des dommages causés par les inondations et coulées de boue survenues en 1982, 1988, 1993, 1994, 1999, 2008 et 2013,.
Lissac-et-Mouret est exposée au risque de feu de forêt. Un plan départemental de protection des forêts contre les incendies a été approuvé par arrêté préfectoral le 30 novembre 2015 pour la période 2015-2025. Les propriétaires doivent ainsi couper les broussailles, les arbustes et les branches basses sur une profondeur de 50 mètres, aux abords des constructions, chantiers, travaux et installations de toute nature, situées à moins de 200 mètres de terrains en nature
de bois, forêts, plantations, reboisements, landes ou friches. Le brûlage des déchets issus de l’entretien des parcs et jardins des ménages et des collectivités est interdit. L’écobuage est également interdit, ainsi que les feux de type méchouis et barbecues, à l’exception de ceux prévus dans des installations fixes (non situées sous couvert d'arbres) constituant une dépendance d'habitation.

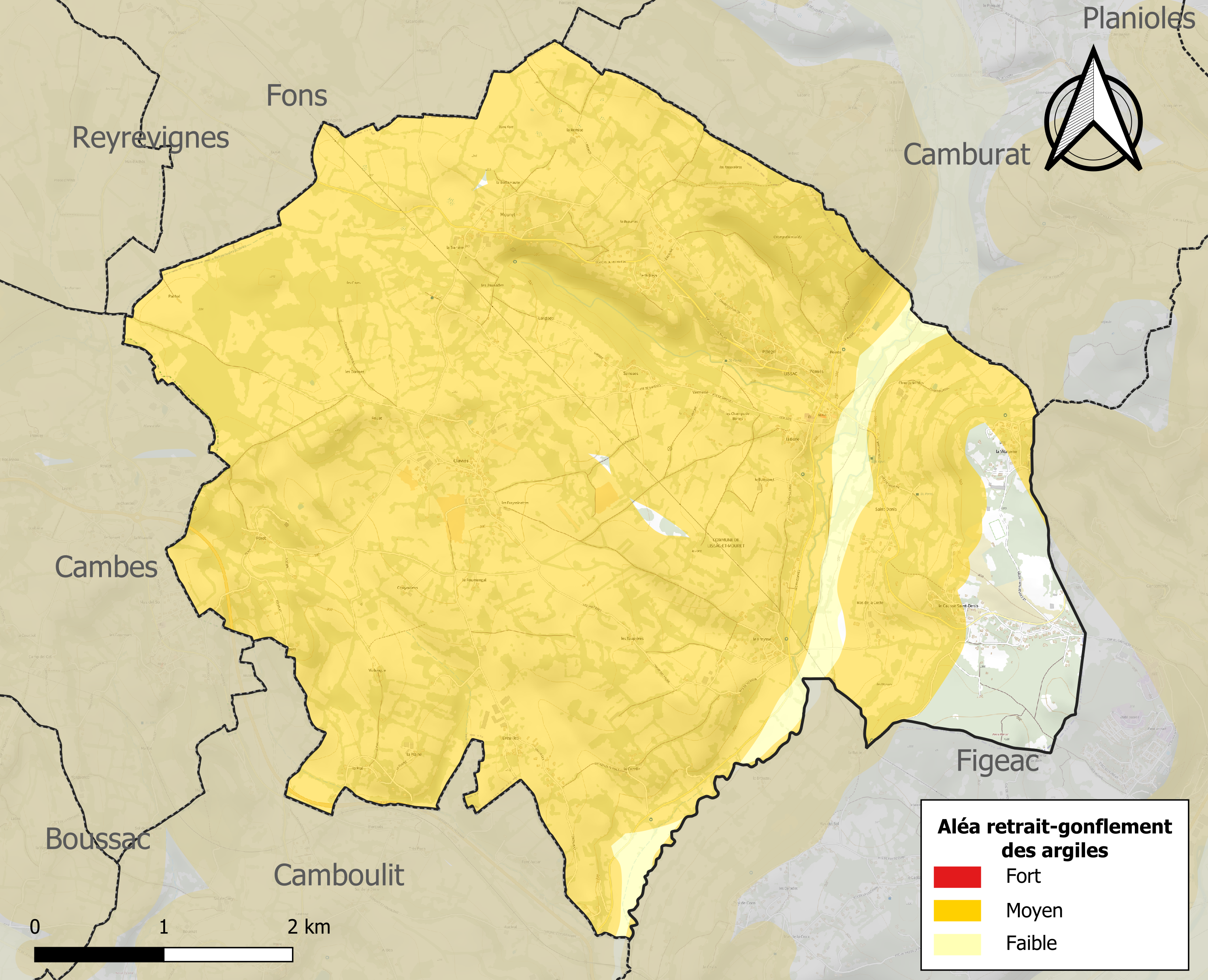
Carte des zones d'aléa retrait-gonflement des sols argileux de Lissac-et-Mouret.

Les mouvements de terrains susceptibles de se produire sur la commune sont des affaissements et effondrements liés aux cavités souterraines (hors mines) et des glissements de terrain. Par ailleurs, afin de mieux appréhender le risque d’affaissement de terrain, l'inventaire national des cavités souterraines permet de localiser celles situées sur la commune.
Le retrait-gonflement des sols argileux est susceptible d'engendrer des dommages importants aux bâtiments en cas d’alternance de périodes de sécheresse et de pluie. 90,8 % de la superficie communale est en aléa moyen ou fort (67,7 % au niveau départemental et 48,5 % au niveau national). Sur les 499 bâtiments dénombrés sur la commune en 2019, 429 sont en aléa moyen ou fort, soit 86 %, à comparer aux 72 % au niveau départemental et 54 % au niveau national. Une cartographie de l'exposition du territoire national au retrait gonflement des sols argileux est disponible sur le site du BRGM,.
Par ailleurs, afin de mieux appréhender le risque d’affaissement de terrain, l'inventaire national des cavités souterraines permet de localiser celles situées sur la commune.
Concernant les mouvements de terrains, la commune a été reconnue en état de catastrophe naturelle au titre des dommages causés par la sécheresse en 1989, 2018 et 2019 et par des mouvements de terrain en 1999.

#### Risques technologiques
Le risque de transport de matières dangereuses sur la commune est lié à sa traversée par une route à fort trafic et une canalisation de transport d'hydrocarbures. Un accident se produisant sur de telles infrastructures est susceptible d’avoir des effets graves sur les biens, les personnes ou l'environnement, selon la nature du matériau transporté. Des dispositions d’urbanisme peuvent être préconisées en conséquence.

## Toponymie
Le toponyme Lissac-et-Mouret a pour origine la réunion des sections de Lissac et de Mouret en 1834. Lissac, d'origine gallo-romaine, est basé sur un anthroponyme : Lisius ou lissius. La terminaison -ac est issue du suffixe gaulois -acon (lui-même du celtique commun *-āko-), souvent latinisé en -acum dans les textes. Mouret est un diminutif de l'occitan morre issu du bas-latin murru, avec le sens de museau, rocher en forme de museau puis hauteur. Un diminutif morret est aussi un surnom attribué à un homme qui a de grosses lèvres.

## Histoire
Cette petite commune était autrefois divisée en deux, Lissac sur les rives du Drauzou et Mouret sur le plateau, à la limite du causse.
Lissac, pour sa part, a abrité un couvent féminin de l'ordre de Cîteaux dont il reste aujourd'hui quelques vestiges, notamment l'église Sainte-Geneviève, et Mouret a vu naître un superbe château au XIXe s.

## Politique et administration
| Période | Période  | Identité                   | Étiquette | Qualité |
| ------- | -------- | -------------------------- | --------- | ------- |
| 1791    | 1794     | Jean-pierre Caurel         |           |         |
| 1794    | 1797     | Jean Caurel                |           |         |
| 1797    | 1800     | Jean-louis Rouzet          |           |         |
| 1800    | 1804     | Pierre Paucou              |           |         |
| 1804    | 1813     | Pierre Delprat             |           |         |
| 1813    | 1826     | Jean-louis Froment         |           |         |
| 1826    | 1830     | Jean-antoine Rochy         |           |         |
| 1830    | 1840     | Pierre Delprat             |           |         |
| 1840    | 1848     | Adolphe Vernhol            |           |         |
| 1848    | 1848     | Pierre Delprat             |           |         |
| 1848    | 1849     | Hyppolite Faral De Baillot |           |         |
| 1849    | 1852     | Pierre Delbos              |           |         |
| 1852    | 1858     | Pierre Delprat             |           |         |
| 1858    | 1860     | Pierre Manitou             |           |         |
| 1860    | 1870     | Alphonse Vernhol           |           |         |
| 1870    | 1874     | Joseph Delpuech            |           |         |
| 1874    | 1875     | Alphonse Vernhol           |           |         |
| 1875    | 1876     | Louis Vernhol              |           |         |
| 1876    | 1896     | Louis Lompuech             |           |         |
| 1896    | 1920     | Louis Merle                |           |         |
| 1920    | 1925     | Germain Labarthe           |           |         |
| 1925    | 1935     | Louis Lacoste              |           |         |
| 1935    | 1941     | Arthur Labarthe            |           |         |
| 1941    | 1943     | Henri Moussie              |           |         |
| 1943    | 1964     | Arthur Revel               |           |         |
| 1964    | 1965     | Jean Caussanel             |           |         |
| 1965    | 1973     | Jules Lacroix              |           |         |
| 1973    | 1974     | Fernand Gauthie            |           |         |
| 1974    | 1983     | Claude Wauthier            |           |         |
| 1983    | 2001     | Georges Austruy            |           |         |
| 2001    | 2008     | Suzy Guillot               |           |         |
| 2008    | 2014     | Maryse Cantaloube          |           |         |
| 2014    | 2020     | Lionel Adam                |           |         |
| 2020    | En cours | Philippe Unal              |           |         |

### Eau et déchets
À Lissac-et-Mouret, en 2023, plus de 50% de l'eau traitée pour la consommation humaine se perd avant d'arriver aux robinets des habitants.

## Démographie
L'évolution du nombre d'habitants est connue à travers les recensements de la population effectués dans la commune depuis 1793. Pour les communes de moins de 10 000 habitants, une enquête de recensement portant sur toute la population est réalisée tous les cinq ans, les populations de référence des années intermédiaires étant quant à elles estimées par interpolation ou extrapolation. Pour la commune, le premier recensement exhaustif entrant dans le cadre du nouveau dispositif a été réalisé en 2004.

En 2022, la commune comptait 943 habitants, en évolution de +2,61 % par rapport à 2016 (Lot : +1,31 %, France hors Mayotte : +2,11 %).
| 1793  | 1800  | 1806  | 1821  | 1831  | 1836  | 1841  | 1846  | 1851  |
| ----- | ----- | ----- | ----- | ----- | ----- | ----- | ----- | ----- |
| 1 242 | 1 169 | 1 167 | 1 282 | 1 261 | 1 337 | 1 340 | 1 320 | 1 217 |

| 1856  | 1861  | 1866  | 1872  | 1876  | 1881  | 1886  | 1891 | 1896  |
| ----- | ----- | ----- | ----- | ----- | ----- | ----- | ---- | ----- |
| 1 247 | 1 221 | 1 153 | 1 078 | 1 033 | 1 049 | 1 058 | 998  | 1 001 |

| 1901 | 1906 | 1911 | 1921 | 1926 | 1931 | 1936 | 1946 | 1954 |
| ---- | ---- | ---- | ---- | ---- | ---- | ---- | ---- | ---- |
| 964  | 860  | 747  | 611  | 632  | 636  | 593  | 515  | 431  |

| 1962 | 1968 | 1975 | 1982 | 1990 | 1999 | 2004 | 2006 | 2009 |
| ---- | ---- | ---- | ---- | ---- | ---- | ---- | ---- | ---- |
| 486  | 480  | 557  | 681  | 751  | 786  | 882  | 887  | 928  |

| 2014 | 2019 | 2022 | - | - | - | - | - | - |
| ---- | ---- | ---- | - | - | - | - | - | - |
| 925  | 917  | 943  | - | - | - | - | - | - |

## Économie

### Revenus
En 2018, la commune compte 405 ménages fiscaux, regroupant 939 personnes. La médiane du revenu disponible par unité de consommation est de 23 490 € (20 740 € dans le département).

### Emploi
|                | 2008  | 2013  | 2018  |
| -------------- | ----- | ----- | ----- |
| Commune        | 3,3 % | 4,9 % | 6,8 % |
| Département    | 7,3 % | 8,9 % | 9,6 % |
| France entière | 8,3 % | 10 %  | 10 %  |

En 2018, la population âgée de 15 à 64 ans s'élève à 514 personnes, parmi lesquelles on compte 79,1 % d'actifs (72,3 % ayant un emploi et 6,8 % de chômeurs) et 20,9 % d'inactifs,. Depuis 2008, le taux de chômage communal (au sens du recensement) des 15-64 ans est inférieur à celui de la France et du département.
La commune fait partie de la couronne de l'aire d'attraction de Figeac, du fait qu'au moins 15 % des actifs travaillent dans le pôle,. Elle compte 90 emplois en 2018, contre 92 en 2013 et 98 en 2008. Le nombre d'actifs ayant un emploi résidant dans la commune est de 377, soit un indicateur de concentration d'emploi de 23,8 % et un taux d'activité parmi les 15 ans ou plus de 53,3 %.
Sur ces 377 actifs de 15 ans ou plus ayant un emploi, 50 travaillent dans la commune, soit 13 % des habitants. Pour se rendre au travail, 91 % des habitants utilisent un véhicule personnel ou de fonction à quatre roues, 1,3 % les transports en commun, 4 % s'y rendent en deux-roues, à vélo ou à pied et 3,7 % n'ont pas besoin de transport (travail au domicile).

### Activités hors agriculture

#### Secteurs d'activités
50 établissements sont implantés  à Lissac-et-Mouret au 31 décembre 2019. Le tableau ci-dessous en détaille le nombre par secteur d'activité et compare les ratios avec ceux du département,.
| Secteur d'activité                                                                                        | Commune | Commune | Département |
| Secteur d'activité                                                                                        | Nombre  | %       | %           |
| --- | ------- | ------- | ----------- |
| Ensemble                                                                                                  | 50      | 100 %   | (100 %)     |
| Industrie manufacturière, industries extractives et autres                                                | 3       | 6 %     | (14 %)      |
| Construction                                                                                              | 9       | 18 %    | (13,9 %)    |
| Commerce de gros et de détail, transports, hébergement et restauration                                    | 9       | 18 %    | (29,9 %)    |
| Information et communication                                                                              | 2       | 4 %     | (1,8 %)     |
| Activités financières et d'assurance                                                                      | 1       | 2 %     | (2,8 %)     |
| Activités immobilières                                                                                    | 1       | 2 %     | (3,5 %)     |
| Activités spécialisées, scientifiques et techniques et activités de services administratifs et de soutien | 9       | 18 %    | (13,5 %)    |
| Administration publique, enseignement, santé humaine et action sociale                                    | 6       | 12 %    | (12 %)      |
| Autres activités de services                                                                              | 10      | 20 %    | (8,7 %)     |

Le secteur des autres activités de services est prépondérant sur la commune puisqu'il représente 20 % du nombre total d'établissements de la commune (10 sur les 50 entreprises implantées  à Lissac-et-Mouret), contre 8,7 % au niveau départemental.

#### Entreprises et commerces
L'entreprise ayant son siège social sur le territoire communal qui génère le plus de chiffre d'affaires en 2020 est : 
- Soc Auxiliaire De Travaux - Sat, construction de routes et autoroutes (2 082 k€)

### Agriculture
La commune est dans la Limargue », une petite région agricole occupant une bande verticale à l'est du territoire du département du Lot. En 2020, l'orientation technico-économique de l'agriculture  sur la commune est l'élevage d'ovins ou de caprins.
|               | 1988 | 2000  | 2010 | 2020  |
| ------------- | ---- | ----- | ---- | ----- |
| Exploitations | 39   | 24    | 14   | 17    |
| SAU (ha)      | 907  | 1 001 | 959  | 1 179 |

Le nombre d'exploitations agricoles en activité et ayant leur siège dans la commune est passé de 39 lors du recensement agricole de 1988  à 24 en 2000 puis à 14 en 2010 et enfin à 17 en 2020, soit une baisse de 56 % en 32 ans. Le même mouvement est observé à l'échelle du département qui a perdu pendant cette période 60 % de ses exploitations,. La surface agricole utilisée sur la commune est restée relativement stable, passant de 907 ha en 1988 à 1179 ha en 2020. Parallèlement la surface agricole utilisée moyenne par exploitation a augmenté, passant de 23 à 69 ha.

## Culture locale et patrimoine

### Lieux et monuments
- L'Église Sainte-Geneviève de Lissac-et-Mouret ;
- Les ruines de église Saint-Denis de Lissac-et-Mouret (XIIIe siècle ?) ;
- Le Château de Mouret
- Le Château de Péret

## Vie locale
Il existe un tout petit centre du village constitué d'une mairie et d'une poste.
Les associations au sein du village sont nombreuses.
Sa fête votive est célébrée chaque année le 1er week-end d'Octobre.

### Personnalités liées à la commune
- Baronne de Lissac-et-Mouret (ainsi que son fief).
- L'avocat Jean-Denis Bredin qui possède le château à Péret.

#### Site de l'Insee
1. ↑  « La grille communale de densité », sur le site de l'Insee, 28 mai 2024 (consulté le 28 juin 2024).
2. ↑  « Unité urbaine 2020 de Figeac », sur le site de l'Insee (consulté le 28 juin 2024).
3. 1 2  Insee, « Métadonnées de la commune de Lissac-et-Mouret ».
4. ↑  « Liste des communes composant l'aire d'attraction de Figeac », sur le site de l'Insee (consulté le 28 juin 2024).
5. ↑  Marie-Pierre de Bellefon, Pascal Eusebio, Jocelyn Forest, Olivier Pégaz-Blanc et Raymond Warnod (Insee), « En France, neuf personnes sur dix vivent dans l’aire d’attraction d’une ville », sur le site de l'Insee, 21 octobre 2020 (consulté le 28 juin 2024).
6. ↑  « REV T1 - Ménages fiscaux de l'année 2018 à Lissac-et-Mouret » (consulté le 5 février 2022).
7. ↑  « REV T1 - Ménages fiscaux de l'année 2018 dans le Lot » (consulté le 5 février 2022).
8. 1 2  « Emp T1 - Population de 15 à 64 ans par type d'activité en 2018 à Lissac-et-Mouret » (consulté le 5 février 2022).
9. ↑  « Emp T1 - Population de 15 à 64 ans par type d'activité en 2018 dans le Lot » (consulté le 5 février 2022).
10. ↑  « Emp T1 - Population de 15 à 64 ans par type d'activité en 2018 dans la France entière » (consulté le 5 février 2022).
11. ↑  « Base des aires d'attraction des villes 2020 », sur site de l'Insee (consulté le 10 avril 2021).
12. ↑  « Emp T5 - Emploi et activité en 2018 à Lissac-et-Mouret » (consulté le 5 février 2022).
13. ↑  « ACT T4 - Lieu de travail des actifs de 15 ans ou plus ayant un emploi qui résident dans la commune en 2018 » (consulté le 5 février 2022).
14. ↑  « ACT G2 - Part des moyens de transport utilisés pour se rendre au travail en 2018 » (consulté le 5 février 2022).
15. ↑  « DEN T5 - Nombre d'établissements par secteur d'activité au 31 décembre 2019 à Lissac-et-Mouret » (consulté le 14 février 2022).
16. ↑  « DEN T5 - Nombre d'établissements par secteur d'activité au 31 décembre 2019 dans le Lot » (consulté le 14 février 2022).

#### Autres sources
1. ↑  « Lot », sur habitants.fr (consulté le 21 avril 2023).
2. ↑  Carte IGN sous Géoportail
3. 1 2  Daniel Joly, Thierry Brossard, Hervé Cardot, Jean Cavailhes, Mohamed Hilal et Pierre Wavresky, « Les types de climats en France, une construction spatiale », Cybergéo, revue européenne de géographie - European Journal of Geography, no 501,‎ 18 juin 2010 (DOI 10.4000/cybergeo.23155, lire en ligne, consulté le 14 novembre 2023)
4. ↑  « Zonages climatiques en France métropolitaine. », sur pluiesextremes.meteo.fr (consulté le 14 novembre 2023).
5. ↑  « Orthodromie entre Lissac-et-Mouret et Faycelles », sur fr.distance.to (consulté le 14 novembre 2023).
6. ↑  « Station Météo-France « Faycelles » (commune de Faycelles) - fiche climatologique - période 1991-2020 », sur donneespubliques.meteofrance.fr (consulté le 14 novembre 2023).
7. ↑  « Station Météo-France « Faycelles » (commune de Faycelles) - fiche de métadonnées. », sur donneespubliques.meteofrance.fr (consulté le 14 novembre 2023).
8. ↑  « Climadiag Commune : diagnostiquez les enjeux climatiques de votre collectivité. », sur meteofrance.fr, novembre 2022 (consulté le 14 novembre 2023).
9. ↑  « Liste des zones Natura 2000 de la commune de Lissac-et-Mouret », sur le site de l'Inventaire national du patrimoine naturel (consulté le 2 septembre 2021).
10. ↑  « Liste des ZNIEFF de la commune de Lissac-et-Mouret », sur le site de l'Inventaire national du patrimoine naturel (consulté le 2 septembre 2021).
11. ↑  « Liste des espaces protégés sur la commune de Lissac-et-Mouret », sur le site de l'Inventaire national du patrimoine naturel (consulté le 2 septembre 2021).
12. ↑  « CORINE Land Cover (CLC) - Répartition des superficies en 15 postes d'occupation des sols (métropole). », sur le site des données et études statistiques du ministère de la Transition écologique. (consulté le 14 avril 2021).
13. 1 2 3  « Les risques près de chez moi - commune de Lissac-et-Mouret », sur Géorisques (consulté le 17 octobre 2022).
14. ↑  BRGM, « Évaluez simplement et rapidement les risques de votre bien », sur Géorisques (consulté le 13 septembre 2022).
15. ↑  DREAL Occitanie, « CIZI », sur occitanie.developpement-durable.gouv.fr (consulté le 13 septembre 2022).
16. ↑  « Dossier départemental des risques majeurs dans le Lot », sur lot.gouv.fr (consulté le 13 septembre 2022), partie 1 -  chapitre Risque inondation.
17. ↑  « Dossier départemental des risques majeurs dans le Lot », sur lot.gouv.fr (consulté le 13 septembre 2022).
18. ↑  « Dossier départemental des risques majeurs dans le Lot », sur lot.gouv.fr (consulté le 13 septembre 2022), chapitre Mouvements de terrain.
19. 1 2  « Liste des cavités souterraines localisées sur la commune de Lissac-et-Mouret », sur georisques.gouv.fr (consulté le 13 septembre 2022).
20. ↑  « Retrait-gonflement des argiles », sur le site de l'observatoire national des risques naturels (consulté le 13 septembre 2022).
21. ↑  « Dossier départemental des risques majeurs dans le Lot », sur lot.gouv.fr (consulté le 13 septembre 2022), chapitre Risque transport de matières dangereuses.
22. ↑  Gaston Bazalgues, À la découverte des noms de lieux du Quercy : Toponymie lotoise, Gourdon, Éditions de la Bouriane et du Quercy, juin 2002, 127 p. (ISBN 2-910540-16-2), p. 115.
23. ↑  « Les maires de Lissac-et-Mouret », sur Site francegenweb, 19 février 2011 (consulté le 22 octobre 2017).
24. ↑  « Lissac-et-Mouret. Philippe Unal présente la nouvelle équipe municipale et ses projets », sur ladepeche.fr (consulté le 1er juillet 2023).
25. ↑  « CARTE - Plan eau : découvrez la liste des territoires prioritaires dans la lutte contre les fuites », sur ici, par France Bleu et France 3, 31 mars 2023 (consulté le 1er juillet 2023).
26. ↑  L'organisation du recensement, sur insee.fr.
27. ↑  Calendrier départemental des recensements, sur insee.fr.
28. ↑  Des villages de Cassini aux communes d'aujourd'hui sur le site de l'École des hautes études en sciences sociales.
29. ↑  Fiches Insee - Populations de référence de la commune pour les années 2006, 2007, 2008, 2009, 2010, 2011, 2012, 2013, 2014, 2015, 2016, 2017, 2018, 2019, 2020, 2021 et 2022.
30. ↑  « Entreprises à Lissac-et-Mouret », sur entreprises.lefigaro.fr (consulté le 14 février 2022).
31. ↑  « Les régions agricoles (RA), petites régions agricoles(PRA) - Année de référence : 2017 », sur agreste.agriculture.gouv.fr (consulté le 14 février 2022).
32. ↑  Présentation des premiers résultats du recensement agricole 2020, Ministère de l’agriculture et de l’alimentation, 10 décembre 2021
33. 1 2  « Fiche de recensement agricole - Exploitations ayant leur siège dans la commune de Lissac-et-Mouret - Données générales », sur recensement-agricole.agriculture.gouv.fr (consulté le 14 février 2022).
34. ↑  « Fiche de recensement agricole - Exploitations ayant leur siège dans le département du Lot » (consulté le 14 février 2022).